# 678
678 (DCLXXVIII na numeração romana) foi um ano comum do século VII, do Calendário Juliano, da Era de Cristo, teve início a uma sexta-feira e terminou também a uma sexta-feira, sua letra dominical foi D.
| ano completo                       |
| ---------------------------------- |
| Ano comum com início à sexta-feira |

## Eventos
- 27 de Junho - É eleito o Papa Agatão, aos 58 anos de idade.
- Fim do primeiro cerco árabe de Constantinopla (início: 674).

## Mortes
- 11 de Abril - Papa Dono